# Ballycastle (Antrim)
Ballycastle (en gaèlic irlandès Baile an Chaistil, que vol dir "ciutat del castell"; en escocès de l'Ulster Ballykessel,
Bellykessel o Bellycaissle) és una vila d'Irlanda del Nord, al comtat d'Antrim, a la província de l'Ulster. Des de les seves platges es veuen l'illa de Rathlin i el Mull of Kintyre.

## Demografia
Ballycastle és classificada com a ciutat petita per la Northern Ireland Statistics and Research Agency. Segons el cens de 2001 hi havia 5.089 persones vivint a Ballycastle, de les quals:
- 25,3% tenen menys de 16 anys i el 18,7% tenen més de 60
- 46,8% són homes i el 53,2% són dones
- 77,7% són catòlics irlandesos i el 20,5% són protestants.
- 6,5% de la població entre 16–74 anys està a l'atur.

## El conflicte a Ballycastle
- A començaments dels 1970 - Un cotxe bomba lleialista preparada per a explotar a la sortida de l'església local, detonà una hora abans, evitant una gran mortaldat.

- 3 d'agost de 1979 - William Whitten (65), transeünt protestant morí sis setmanes després de ser ferit en un atac amb cotxe bomba de l'IRA a l'Hotel Marine.[6]

- 6 d'abril de 1991 - Spence McGarry (46), protestant del Royal Ulster Constabulary (RUC) fora de servei fou assassinat amb una bomba trampa sota el seu cotxe per l'IRA Provisional a Castle Street.

- 2001 - Un intent d'assassinat massiu de l'UVF quan deixaren un cotxe bomba a Castle Street durant la fira anyal de Lammas.[7]

## Disputes per les desfilades
En el passat hi hagué disputes degut a les desfilades a la ciutat de l'Orde d'Orange. En la desfilada del 12 de juliol de 2001 es produïren greus desordres públics. Com a resultat li fou prohibit de desfilar per la ciutat a la banda de flautes Silver Plains de Moyarget acusada de conducta sectària i parafernàlia paramilitar.